# Li Leilei
Li Leilei (en chino tradicional, 李雷雷; en chino simplificado, 李雷雷; pinyin, Lǐ Léiléi; Pekín, China, 30 de junio de 1977) es un exfutbolista de China que jugaba en la posición de guardameta. Actualmente es el entrenador de porteros del Beijing Guoan de la Superliga China.

## Carrera

### Club
| Periodo   | Club               | Apariciones | Goles |
| --------- | ------------------ | ----------- | ----- |
| 1999–2003 | Bayi Football Team | 70          | 0     |
| 2004–2005 | Shenzhen Jianlibao | 35          | 0     |
| 2006–2012 | Shandong Luneng    | 111         | 0     |

### Selección nacional
Debutó con China el 29 de mayo de 2005 en una derrota por 0-1 ante Irlanda en un partido amistoso. Jugó 23 partidos hasta 2007, y participó en la Copa Asiática 2007.

## Logros

### Club
- Chinese Super League: 2004, 2006, 2008, 2010
- Chinese FA Cup: 2006

### Selección nacional
- East Asian Football Championship: 2005